# Anton Tanghe
Anton Tanghe (28 gennaio 1999) è un calciatore belga, difensore dello Zulte Waregem.

## Caratteristiche tecniche
È un difensore centrale.

## Carriera

### Club
Cresciuto nel settore giovanile del Club Bruges, nel 2019 viene acquistato dall'Ostenda; debutta in prima squadra il 24 gennaio 2020 in occasione dell'incontro di Pro League perso 2-1 contro lo Standard Liegi.
Nell'estate del 2024 si trasferisce in seconda divisione allo Zulte Waregem.

### Nazionale
Ha giocato nelle nazionali giovanili belghe Under-18 ed Under-19.

## Statistiche
Statistiche aggiornate al 31 gennaio 2021.

### Presenze e reti nei club
| Stagione        | Squadra         | Campionato      | Campionato | Campionato | Coppe nazionali | Coppe nazionali | Coppe nazionali | Coppe continentali | Coppe continentali | Coppe continentali | Altre coppe | Altre coppe | Altre coppe | Totale | Totale | Totale |
| Stagione        | Squadra         | Comp            | Pres       | Reti       | Comp            | Pres            | Reti            | Comp               | Pres               | Reti               | Comp        | Pres        | Reti        | Pres   | Reti   |        |
| --------------- | --------------- | --------------- | ---------- | ---------- | --------------- | --------------- | --------------- | ------------------ | ------------------ | ------------------ | ----------- | ----------- | ----------- | ------ | ------ | ------ |
| 2019-2020       | Ostenda         | D1              | 1          | 0          | CB              | 0               | 0               |                    | -                  | -                  |             | -           | -           | 1      | 0      |        |
| 2020-2021       | Ostenda         | D1              | 24         | 1          | CB              | 0               | 0               |                    | -                  | -                  |             | -           | -           | 24     | 1      |        |
| Totale carriera | Totale carriera | Totale carriera | 25         | 1          |                 | 0               | 0               |                    | -                  | -                  |             | -           | -           | 25     | 1      |        |

## Palmarès

### Club

#### Competizioni nazionali
- Challenger Pro League: 1

Zulte Waregem: 2024-2025